# Непейцыны
Непе́йцыны (Нипейцыны) — старинный русский дворянский род, берущий своё происхождение из Новгородской земли.

## История рода
История Непейцыных уходит в глубину веков: по преданию, своему происхождению фамилия обязана одному из предков, который отказался петь на пиру у татарского хана, за что и был казнён. Отсюда, якобы, и произошла фамилия Непейцыны.
Другая версия берёт начало от слова «непея» — человека ведущего трезвый образ жизни.
Примечательно, что Непейцыны происходили не из Московского княжества, а из Новгородской земли: в 1406 году в одной из Духовных грамот Великого князя Василия I Дмитриевича упоминается Новгородское поселение «Непейцыно», очевидно, основанное одним из его представителей. В конце XV века Иван III проводит политику собирания русских земель, частью которой является ослабление влияния местной знати из опасений сепаратизма с её стороны, что приводит к депортации многих родовитых новгородцев в центральные уезды. Непейцыны не являются исключением: их появление в Московии, по одной из версий, можно проследить по появлению в Коломенском уезде села с созвучным роду наименованием «Непецино», которое было основано не позднее 70-х годов XVI века.

## Представители рода
- Непейцын Василий (XVI век) — посол Ивана IV Грозного в Крымском (1578 год) и Сибирском ханствах.
- Непейцын Фёдор Дружинин — патриарший стольник в 1627—1629 годах.
- Непейцын Борис Иванович — патриарший стольник в 1627 годах, московский дворянин в 1636—1640 годах, воевода в Бежецком-Верхе в 1648—1650 годах, в Кашине в 1654—1655 годах.
- Непейцын Викула Яковлевич — воевода в Воронеже в 1655 году.
- Непейцын Степан — воевода в Чугуеве в 1665 году.
- Непейцын Андрей — воевода в Тотьме в 1671 году[3].
- Непейцын Яков Петрович — стряпчий в 1676 году, стольник в 1686—1692 годах.
- Непейцын Матвей Борисович — стряпчий в 1678 году, стольник в 1686—1692 годах.
- Непейцыны Андрей и Пётр Яковлевичи, Степан Борисович — московские дворяне в 1676—1692 годах[4].
- Непейцын Василий Никитич — основатель уфимской ветви (в 1646 году прибыл в Уфу из Казани), которая внесена в шестую часть дворянской родословной книги Оренбургской губернии[5].
- Сергей Васильевич Непейцын (1771 — 1848) — генерал-майор, герой Отечественной войны 1812 года[6][7].

## Примечание
1. ↑  Унбегаун Б. Русские фамилии / пер. с англ. Л. В. Куркиной, В. П. Нерознака, Е. Р. Сквайрс ; общ. ред. Б. А. Успенского. — М. : Прогресс, 1989. — С. 129. — ISBN 5-01-001045-3.
2. ↑  Непейцын - Центр генеалогических исследований. rosgenea.ru. Дата обращения: 23 мая 2020.
3. ↑  Чл.археогр.ком. А. П. Барсуков (1839—1914). Списки городовых воевод и других лиц воеводского управления Московского государства XVII столетия по напечатанным правительственным актам. — СПб. тип М. М. Стасюлевича. 1902 г. Непейцыны. стр. 528. ISBN 978-5-4241-6209-1.
4. ↑  Алфавитный указатель фамилий и лиц, упоминаемых в Боярских книгах, хранящихся в I-ом отделении московского архива министерства юстиции, с обозначением служебной деятельности каждого лица и годов состояния, в занимаемых должностях. М., Типогр: С. Селивановского. 1853 г. Непейцыны. стр. 289.
5. ↑  [[Башкирская энциклопедия]]. rus.bashenc.ru. Дата обращения: 23 мая 2020. Архивировано из оригинала 12 июня 2020 года.
6. ↑  lunin812. Маресьев 18-19 веков. Профессор Преображенский (30 ноября 2009). Дата обращения: 23 мая 2020.
7. ↑  Сергей Васильевич Непейцын. aria-art.ru. Дата обращения: 23 мая 2020. Архивировано 2 февраля 2020 года.
8. ↑  Боярские списки XVIII века. zaharov.csu.ru. Дата обращения: 23 мая 2020. Архивировано 5 апреля 2016 года.